# Jom Jeroesjalajiem

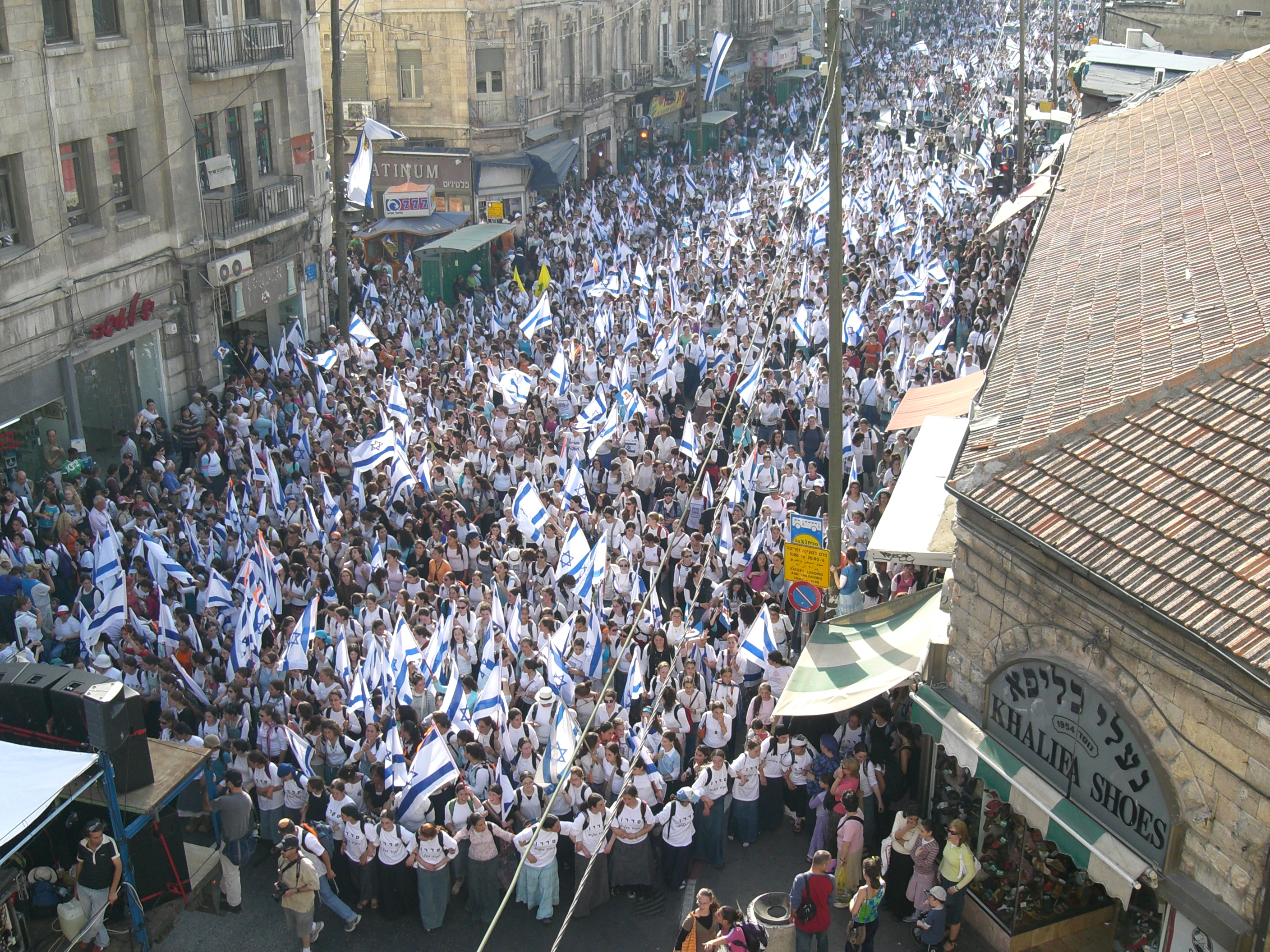
Het vieren van Jom Jeroesjalajiem in de Jaffastraat te Jeruzalem in 2007

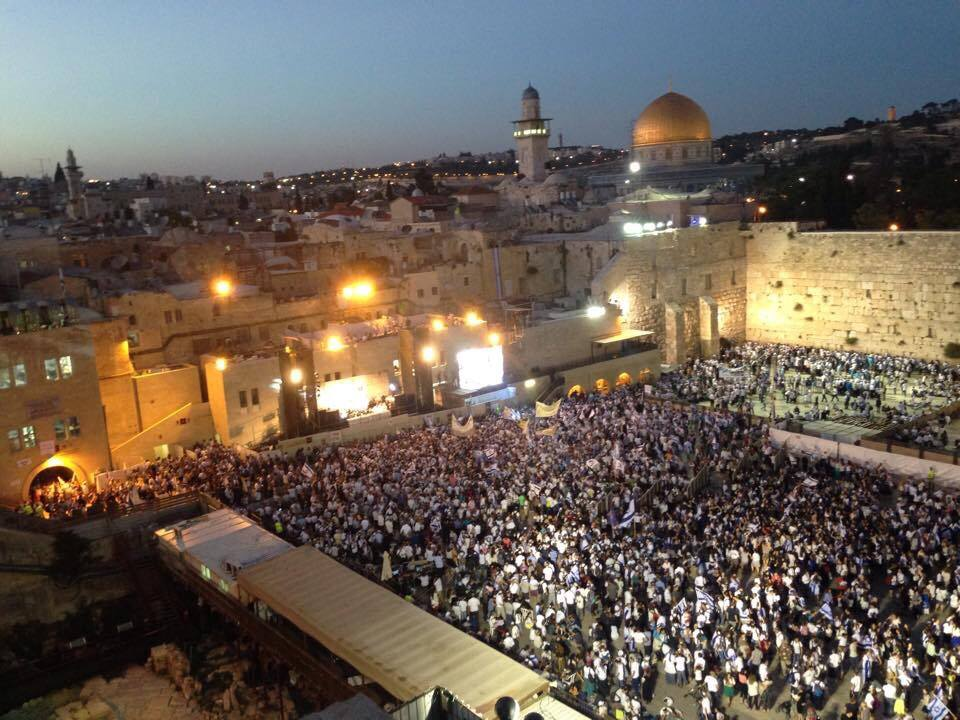
Het vieren van Jom Jeroesjalajiem in de Jaffastraat te Jeruzalem in 2015

Jom Jeroesjalajiem (Hebreeuws: יום ירושלים), Jeruzalemdag is een nationale Israëlische feestdag. Deze jaarlijkse feestdag gaat gepaard met een provocerende vlaggenparade van religieus nationalistische Joden door de Palestijnse wijken van de Oude Stad van Jeruzalem. Op deze nationale feestdag gevierd dat Oost-Jeruzalem inclusief de Oude Stad middels de Zesdaagse Oorlog van 1967 door Israël veroverd was. Door de Arabisch-Israëlische Oorlog van 1948 was Jeruzalem verdeeld in een westelijk Israëlisch deel en een Palestijns Oost-Jeruzalem (Al-Quds) Jordaans deel. Daartussen lag een afscheiding, middels hekken en barricades. Nadien werden door Israël alle afscheidingen verwijderd. In 1980 werd Oost-Jeruzalem door Israël geannexeerd. De Veiligheidsraad van de Verenigde Naties erkent die annexatie niet. 
Na de Zesdaagse oorlog van 1967  gaf minister van Defensie Moshe Dayan op 7 juni de volgende verklaring, die tijdens Jeruzalemdag vaak wordt geciteerd: 
Vanochtend heeft het Israëlische leger Jeruzalem bevrijd. We hebben Jeruzalem, de verdeelde hoofdstad van Israël, verenigd. We zijn teruggekeerd naar de heiligste van onze heilige plaatsen, om er nooit meer afstand van te doen. Naar onze Arabische buren reiken wij, ook op dit uur – en met extra nadruk op dit uur – onze hand in vrede. En aan onze christelijke en islamitische medeburgers beloven wij plechtig volledige religieuze vrijheid en rechten. We zijn niet naar Jeruzalem gekomen ter wille van de heilige plaatsen van andere mensen, en niet om de aanhangers van andere geloofsovertuigingen te hinderen, maar om het geheel ervan te beschermen en daar samen met anderen in eenheid te leven.
Op 23 maart 1998, tijdens het kabinet-Netanyahu I keurde de Knesset de 'Jeruzalemdag-wet' goed, waardoor de dag een nationale feestdag van Israël werd. Dat gebeurde enkele maanden voor het Wye River Memorandum, dat tot doel had om het interim-akkoord van 1995, Oslo II, tot uitvoering te brengen. De parade wordt grotendeels door het Bureau van de Premier (Benjamin Netanyahu) gefinancierd.

## Confrontaties
Jom Jeroesjalajim valt ieder jaar op 28 iar (in de maand mei of juni). Vanwege de gevoeligheid van het onderwerp (Jeruzalem) en de provocerende Joods nationalistische vlaggenparade roept de dag veel weerstand op bij Palestijnen. Bovendien valt die dag vaak samen met joodse religieuze feest- en/of vakantiedagen en de Islamitische Ramadan-maand. Elk jaar lopen de spanningen hoger op. Sommige ministers en Knessetleden lopen ook jaarlijks mee. In religieuze extase worden er racistische liederen gezongen. Vaak worden Palestijnen daarbij aangevallen en ontstaan er rellen. De Israëlische politie en militairen begeleiden de parade in een poging om alles in de hand te houden.

### 2011
In 2011 riepen rechts-extremistische Joden provocerende teksten, zoals Slacht de Arabieren!, waarna schermutselingen ontstonden met Palestijnen en de politie. Sinds extreem-rechtse politici, onder wie Itamar Ben Gvir deel uitmaken van de regering onder Netanyahu, deelnemen aan de vlaggenparade en met aanhangers de Haram al-Sharif betreden zijn de confrontaties heviger geworden.

### 2022
In april/mei 2022 waren er hevige confrontaties tussen Joodse nationalisten, Palestijnen en de Israëlische politie en werd een cameraman aangevallen door deelnemers aan de parade.  
De regering Bennett had, in tegenstelling tot 2021, de jaarlijkse mars door te laten gaan langs de traditionele route, d.w.z. dwars door het Palestijnse deel van het oude stadscentrum. Voor de gelegenheid werden een paar duizend politieagenten opgeroepen. Uiteindelijk liepen een geschatte 50.000 zingende, dansende, voor het merendeel jonge nationalistische Joden met vlaggen door Jeruzalem. Honderden van hen baanden zich een weg naar het plein van de Haram al-Sharif en de Al-Aqsamoskee, waar ooit een Joodse Tempel had gestaan. De gewone anti-Arabische slogans werden geroepen en het kwam tot gevechten met Palestijnen. 62 van hen raakten gewond, 23 moesten in het ziekenhuis worden behandeld. Vijf Israëlische agenten zouden gewond zijn geraakt. Premier Bennett verdedigde het besluit deze route te nemen: "Het gaat om onze soevereiniteit". Volgens hem had de menigte zich goed gedragen, op kleine groepjes van "Lehava" (Meir Kahane) en "La Familia" (voetbalsupporters) na.

### 2025
Sinds de Oorlog in Gaza vanaf 2023 wordt de vlaggenmars massaler en worden de leuzen fanatieker. 
In 2025 namen tienduizenden ultra-rechtse ministers, Knessetleden en veel jongeren deel aan de vlaggenmars. De mars begon bij de grote synagoge in West-Jeruzalem. Daar werden ze door de minister van Binnenlandse Veiligheid, Itamar Ben-Gvir, toegesproken. De mannen en jongens gingen zoals gewoonlijk via de Damascuspoort dwars door de moslimwijk de Oude Stad binnen, de vrouwen en meisjes door de Jaffapoort bij de Joodse wijk. Beide groepen kwamen samen op het plein voor de Klaagmuur. Er werden stickers geplakt met de tekst Gaza zal voor altijd van ons zijn; en er waren spandoeken, waaronder een met de tekst: In 1967 veroverden we Jeruzalem, in 2025 Gaza. Het verdrijven van Palestijnen is noodzakelijk voor de overwinning. Behalve het bespugen van en geweld tegen Palestijnen en het zingen van racistische liederen werden ook winkels en huizen aangevallen. De politie keek toe. Evenals het jaar daarvoor werden ook fotografen en journalisten door jongeren omsingeld en belaagd.

## Data volgens de gregoriaanse kalender
Aangezien een dag volgens de Joodse kalender begint met zonsondergang, begint Jom Jeroesjalajiem eigenlijk steeds op de avond voor de gegeven data.
- ma 26 mei 2025

- vr 15 mei 2026

- vr 4 jun 2027

- wo 24 mei 2028

- zo 13 mei 2029